# Stanisław Purzycki
Stanisław Nikodem Purzycki (ur. 18 października 1892, zm. 25 lutego 1946 w Skolimowie) – polski aktor teatralny i filmowy.

## Życiorys
Debiutował w 1916 roku w warszawskim Teatrze Rozmaitości. Do 1919 roku uczył się w stołecznej Szkole Dramatycznej. Następnie grał w stolicy (Teatr Żołnierski YMCA 1919-1920), Wilnie (Teatr Polski 1921-1922, Teatry Miejskie 1924-1927), Katowicach (Teatr Polski 1922-1923, 1928-1929), Łodzi (Teatr Miejski 1923-1924), Lublinie (Teatr Miejski 1927-1928) oraz w objazdowym zespole Karola Adwentowicza (lato 1923). Lata 1930-1935 spędził w Warszawie (z przerwą na sezon 1931/1932, kiedy występował w Teatrze Wołyńskim w Łucku), gdzie grał na scenach teatrów: Polskiego (1930, 1934), Ateneum (1930-1931, 1932-1933), Nowa Komedia (1934) oraz Comoedia (1934-1935). W sezonie 1935-1936 najprawdopodobniej występował w Grodnie, natomiast w latach 1937-1939 - ponownie w Teatrze Wołyńskim w Łucku. 
Lata II wojny światowej spędził w Warszawie, biorąc udział w pracach tajnego zespołu przygotowującego przestawienie Kordiana Juliusza Słowackiego pod kierownictwem Eugeniusza Poredy. Po zakończeniu wojny zamieszkał w Domu Artystów Weteranów Scen Polskich w Skolimowie, gdzie zmarł.

## Filmografia
- Pan Tadeusz (1928) - pomoc reżyserska
- Szpieg w masce (1933)
- Jadzia (1936)
- Jego wielka miłość (1936)